# Valmar Adams

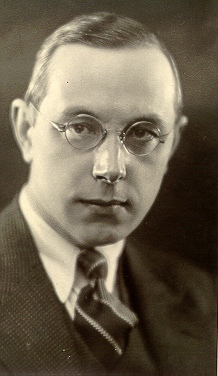
Valmar Adams in den 1930er-Jahren

Valmar Adams (ursprünglich Vladimir Karl Moritz Adams, Pseudonym zwischen 1918 und 1922 Vladimir Aleksandrovski, * 18. Januarjul. / 30. Januar 1899greg. in Sankt Petersburg; † 15. März 1993 in Tartu) war ein estnischer Schriftsteller und Literaturwissenschaftler.

## Leben
Adams lebte seit 1909 in Tartu und machte dort 1919 Abitur. Von 1923 bis 1929 studierte er an der Universität Tartu estnische und Weltliteratur. Anschließend studierte er zwischen 1929 und 1931 an der Karls-Universität in Prag und hielt sich ferner an den Universitäten in Berlin, München und Wien auf. Ab 1931 war er Dozent an der Universität Tartu, von 1940 bis 1974 dortselbst Dozent für russische Sprache und Literatur.
Während der deutschen Besetzung Estlands im Zweiten Weltkrieg war Adams zeitweilig von den Nazis inhaftiert. Nach dem Krieg fiel er dann auf dem berüchtigten achten Plenum der estnischen KP vom März 1950 in Ungnade und musste fünf Jahre in sowjetischen Straflagern verbringen, ehe er 1955 wieder aus der Haft entlassen wurde.
Adams war seit 1926 Mitglied des Estnischen Schriftstellerverbandes.
Sohn von Valmar Adams ist der estnische Politiker Jüri Adams (* 1947).

## Werk
Valmar Adams begann auf Russisch und Deutsch zu dichten und publizierte in russischen Almanachen. Sein Buchdebüt erfolgte jedoch 1924 mit einem Band estnischer Gedichte, dem er bis Kriegsausbruch vier weitere folgen ließ. Seine Dichtung ist keiner exakten Strömung innerhalb der estnischen Literatur zuzuordnen, sondern bildete eher eine eigene. Bekannt ist er für seinen sogenannten „ungenauen Reim“, den er kultivierte. Außerdem war er stark beeinflusst von der russischen vorrevolutionären Dichtung, mit der er sich später auch in seinen Essays befasst hat, beispielsweise in seinen Arbeiten zu Igor Sewerjanin.
Nach dem Zweiten Weltkrieg verlegte sich Adams aus Essayistik und Literaturwissenschaft, fügte seinen Auswahlbänden aber auch noch neue Gedichte hinzu. 1986 überraschte er die Öffentlichkeit mit dem essayistischen Roman Esta tritt ins Leben, der von der Kritik einerseits als „Kunstwerk, das es in unserer Literatur nicht annähernd gibt“, gelobt und mit einem Literaturpreis ausgezeichnet wurde, andererseits aber auch als „chaotisch“ und an der Grenze zur „Trivialität“ bezeichnet wurde. Der Autor schildert hier in memoirenhaft-essayistischem Stil das Tartuer Leben in der ersten Hälfte des 20. Jahrhunderts, vermischt mit Exkursen in die europäische Vorkriegszeit.

## Auszeichnungen
- 1988 Juhan-Smuul-Preis (Prosa)

## Bibliografie
- Suudlus lumme ('Kuss in den Schnee'). Tartu: Sõnavara 1924. 103 S.
- Valguse valust ('Vom Schmerz des Lichts'). Tartu: Sõnavara 1926. 110 S.
- Maise matka poolel teel ('Halbwegs der irdischen Wanderung'). Tartu: Eesti Kirjanikkude Liit 1932. 80 S.
- Põlev põõsas ('Der brennende Busch'). Tartu: Eesti Kirjanikkude Liit 1937. 96 S.
- Tunnetuse tund ('Stunde der Gefühllosigkeit'). Tartu: Noor-Eesti 1939. 61 S.
- Sinu sekundid. Mõttepäevik ('Deine Sekunden. Gedankentagebuch'). Tallinn: Perioodika 1971. 120 S. (Loomingu Raamatukogu 28-29/1971)
- Nooruse tolmunud kuld. Valitud värsse ja mõttelooteid 1924-1969 ('Verstaubtes Gold der Jugend. Gedichtauswahl und Gedankenschöpfungen 1924-1969'). Tallinn: Eesti Raamat 1972. 564 S.
- Õhtune valgus ('Abendlicht'). Tallinn: ER 1982. 543 S., rezz SV 29.X.1982; KK 8/1982, 436-437; Lng 8/1982, 1138-1141
- Oomega. Esseid ja murdmemuaare ('Omega. Essays und Memoiren'). Koostanud Rein Veidemann. Tallinn: Perioodika. 1985. 102 S. (Loomingu Raamatukogu 1 2/1985), rez
- Esta astub ellu ('Esta tritt ins Leben'). Tallinn: Eesti Raamat 1986. 384 S.

## Sekundärliteratur
- Rein Veidemann: Valmar Adamsi eluhoiakust ja maailmamõistmisest, in: Keel ja Kirjandus 1/1979, S. 5–10.
- Linnar Priimägi: Valmar Adams ja väliskirjandus. Dante, in: Keel ja Kirjandus 1/1984, S. 6–13.
- Rein Veidemann: Adamsi-monograafia makett ta 85. sünnipäevaks, in: Looming 1/1984, S. 113–118.
- Rein Kruus: Valmar Adamsi kirjanikutee alguse taustast, in: Looming 1/1984, S. 119–124.
- Rein Ruutsoo: Nooruse tuhmumatu kuld, in: Looming 4/1985, S. 554–556.
- Maie Kalda: Elutöö?, in: Kirjanduse jaosmaa 1988. Tallinn: Eesti Raamat 1992, S. 113–119.
- Poeedi ja Prohveti kõnelused. Väljavõtteid Bernard Kangro ja Valmar Adamsi kirjavahetusest, in: Looming 9/2010, S. 1267–1284.